# Chambre de commerce et d'industrie de la Drôme
La chambre de commerce et d'industrie de la Drôme est la CCI du département de la Drôme.
Son siège est situé à Valence au 52-74, rue de Barthélémy de Laffemas.
Elle possède 1 antenne à Montélimar
Elle fait partie de la chambre régionale de commerce et d'industrie Rhône-Alpes.

## Missions
Elle est un organisme chargé de représenter les intérêts des entreprises commerciales, industrielles et de service de la Drôme et de leur apporter certains services. C'est un établissement public qui gère en outre des équipements au profit de ces entreprises.
Comme toutes les CCI, elle est placée sous la tutelle du préfet du département représentant le ministère chargé de l'industrie et le ministère chargé des PME, du Commerce et de l'Artisanat.

### Service aux entreprises
- Centre de formalités des entreprises
- Assistance technique au commerce
- Assistance technique à l'industrie
- Assistance technique aux entreprises de service

### Gestion d'équipements
- Port de plaisance de l'Épervière ;
- Port fluvial de commerce de Valence.
- Hôtel d'entreprises INEED et pépinière d'entreprises sur Rovaltain.

### Centres de formation
- École de Gestion et de Commerce (EGC) ;
- Centre de Formation d'Apprentis (CFA) ;
- Centre d’Étude de Langues (CEL) ;
- Centre de Formation Continue ;
- Centre de Formation Professionnelle Forestière à Châteauneuf-du-Rhône
- Centre formation Néopolis aux métiers de l'éco-construction/construction bois et au métiers de la fibre/réseaux sur Rovaktain

## Pour approfondir